# Национален народен фронт
Национален народен фронт (ННФ) (на гръцки: Εθνικό Λαϊκό Μέτωπο, Ε.ΛΑ.Μ.) (ЕЛАМ) е кипърска националистическа политическа партия.
Партията описва своята идеология като „народен и социален национализъм“ и насърчава гръцкия национализъм. През май 2011 г. тя е легално одобрена юридически. На 28 декември 2010 г., ННФ организира марш срещу кипърските турци и мигрантите. ННФ е евроскептична партия.

## История
Преди официалното формиране на ННФ, организацията съществува под името „Златна зора: Кипърско Ядро“. Ядрото е създадено в края на 2000 г., и е ръководено от сегашния председател на ННФ Христос Христу, който е активен член на политическата партия Златна зора в Гърция. Ядрото се опитва да се регистрира като политическа партия със същото име, но името е отказано от властите, в резултат, на което е избрано наименованието „Национален народен фронт“ като алтернатива.

### Програма
През 2011 г. манифестът на партията заявява, че тя подкрепя строга анти-федералистка линия относно спора за Кипър, нулева търпимост относно нелегалната имиграция, строго гръцко-центрирано обществено образование, за противопоставяне на „робството на глобализацията“ и енергийната политика, която да се възползва напълно от изключителната икономическа зона на Кипър.

## Участия в избори

### Камара на представителите
| Избори | Гласове | %    | ±    | Места  | +/− | Място |
| ------ | ------- | ---- | ---- | ------ | --- | ----- |
| 2011   | 4354    | 1,08 | Нова | 0 / 56 | ±0  | #7    |
| 2016   | 13 041  | 3,71 | 2,6  | 2 / 56 | 2   | #8    |

### Президент
| Избори | Гласове | %    | Място | Кандидат            |
| ------ | ------- | ---- | ----- | ------------------- |
| 2013   | 3899    | 0,88 | #4    | Георгиос Хараламбус |

### Европейски парламент
| Избори | Гласове | %    | ±    | Места | +/− | Място |
| ------ | ------- | ---- | ---- | ----- | --- | ----- |
| 2009   | 663     | 0,22 | Нова | 0 / 6 | ±0  | #9    |
| 2014   | 6957    | 2,69 | 2,5  | 0 / 6 | ±0  | #7    |

## Скандали
Партията е обект на противоречия в кипърските медии и по-широката политическа сцена. Многократно е обвинена за насърчаване на расизма и участие в действия на насилие. През юли 2010 г. е съобщено, че след церемония за осъждане на турската инвазия от 1974 г., хора с тениски на ННФ са нападнали нигериец на улица в Никозия. На 19 март 2011 г., очевидци съобщават, че членове на ННФ бият продавач на лотарийни билети в Никозия след несъгласие с политически възгледи. Освен това осем членове на ННФ, един от които втори лейтенант в кипърската национална гвардия, са арестувани от полицията във връзка с нападение срещу студенти по време на студентските избори в Университета на Никозия на 6 декември 2011 г. На 11 май 2012 г. във втори лейтенант са намерени доказателства в обучение на членове на ННФ в стрелба с минохвъргачка на стрелбището на националната гвардия. Министерството на отбраната потвърждава, че един офицер е обвинен за свикване на не-упълномощено лице за стрелба в стрелбище, но уточнява, че това е стрелба с пушка. Министерството не прави коментар относно възможните политически връзки за инцидента.
На 26 март 2014 г. членове на ННФ опитват да прекъснат конференция за обединение в Лимасол, на която един от говорителите е Мехмет Али Талят, политик от Северен Кипър. Съобщено е, че членовете на ННФ пробиват полицейските линии, чупят прозорец и стрелят със сигнална ракета в конферентната зала, а турски журналист е леко ранен. ННФ протестира срещу присъствието на Мехмет Али Талят на конференцията, наричайки го „военен престъпник“.
ННФ официално се противопоставя в своята връзка с инцидентите, като заявява, че няма нейни членове, които са осъждани или обвинени за конкретните престъпления. Освен това обвинява медиите и други организации за умишлено свързване на партията с инцидентите, с цел да се навреди на нейния публичен образ.

## Връзки със Златна зора
ННФ е открито свързана с гръцката крайнодясна партия Златна зора, която я описва като „братска партия“. Членове и симпатизанти на ННФ празнуват по улиците след гръцките парламентарни избори от май 2012 г., на които Златна зора получава представителство в гръцкия парламент за първи път. Партията официално поздравява лидера на Златна зора, Николаос Михалолиакос, за техния изборен успех. Анти-окупационния марш, организиран от ННФ срещу продължаващата турска окупация се провежда на 20 юли 2012 г. в Ледра палас, където също присъства депутат от Златна зора, който изнася реч относно гръцката икономическа криза и турската окупация на Кипър. В края на декември 2012 г. ННФ обявява своя кандидат Георгиос Хараламбус за предстоящите президентски избори, в присъствието на двама членове на Златна зора, Янис Лагос и Илиас Касидиарис. Касидиарис заявява, че „ННФ и Златна зора не са просто братски партии“ и че, „ННФ е Златна зора на Кипър“.
През октомври 2013 г. депутатите от Златна зора Илиас Касидиарис и Артемис Матеопулос заявяват, че ННФ се финансира от Златна зора.